# Xuntas Galegas pola Amnistía
Xuntas Galegas pola Amnistía (XUGA), des de 1988 Juntas Galegas pola Amnistia, és una organització gallega de defensa dels drets dels presos, en especial els vinculats a l'independentisme gallec.

## Història

### Primera etapa
Es va fundar en 1980 després del cop policial contra LAR, i les seves primeres campanyes estaran estretament lligades a l'esdevenir dels presos d'aquesta organització. Així en 1981 organitzaren una campanya Que volvan á casa, contra la dispersió penitenciària.
El 1982 convocaren i participaren en una manifestació col·lectiva a Santiago de Compostela, amb les organitzacions Asociación para Ceivar Presos Galegos, Asemblea Nacional-Popular Galega, Galicia Ceibe-OLN, Lliga Comunista Revolucionària, Moviment Comunista Gallec, Partit Socialista Gallec, i la Unión do Povo Galego). La manifestació, convocada amb el lema Liberdade nacionalistas. Amnistía total no fou autoritzada, i es produïren enfrontaments amb la policia, amb el resultat de nou detinguts, alhora que la marxa no va poder sortir d'Alameda. Aquell mateix any, les XUGA celebren a Pontevedra la seva primera assemblea nacional. El 1983, després de l'indult als tres últims presos de LAR, les XUGA decidiren dissoldre's.

### Segona etapa
El 1988, després del cop policial contra l'Exército Guerrilheiro do Povo Galego Ceive, les XUGA procediren a la seva refundació, aquesta vegada adaptant el seu nom a la norma reintegrada, com a JUGA. Aquell mateix any es constituí també la secció de les JUGA en l'emigració, amb seu a Madrid. En aquesta fase el seu valor com a organització unitària és discutida pel Partido Comunista de Liberación Nacional i conseqüentment aparegueren els paral·lels Comités Ánti-repressivos, amb els quals col·laboraran molt sovint.
Les dues organitzacions convocaren en setembre de 1988 una segona marxa a les presons (la primera fou convocada per la Frente Popular Galega pel juliol), amb l'objectiu a Carabanchel i Alcalá Meco. La policía impedí als manifestants d'accedir al recinte de les presons, requisant-los les banderes. A finals del mateix any també s'organitzaren noves manifestacions, que consistien en talls de trànsit a diverses ciutats de Galícia per a reivincicar el reagrupament a Galícia dels presos gallecs. També se celebrà a Compostela l'Assemblea Constituent de l'organització. En desembre d'aquell any la Frente Popular Galega convocà una manifestació a Compostela amb el lema Liberdade. Autodeterminación. Les JUGA i els Comités Ánti-repressivos s'hi sumaren, i entre les tres organitzacions sumaren unes 300 persones.
En maig de 1989 les JUGA convocaren una manifestació amb el lema "Liberdade independentistas.Amnistia total". Recolzada per la Frente Popular Galega, Moviment Comunista Gallec, Lliga Comunista Revolucionària, Mulheres Nacionalistas Galegas, Associaçom de Vizinhos 12 de Agosto, Associaçom Juvenil Ferradura i Irmandade Ánti-repressiva d'As Pontes. La manifestació, que aconseguí aplegar 300 persones, va estar precedida la nit anterior per un concert amb els grups MCD (bascs) i gallecs Raiados i Desvirgueitors.
En juny de 1989 les JUGA denunciaren al jutjat d'Alcalá de Henares presumptes agressions als presos independentistes per oposar-se a la seva dispersió interna a la presó d'Alcalá Meco. Poc després les JUGA participaren amb familiars i amics dels presos en un tancament al palau de Justícia de La Corunya i penjaran de les finestres de l'edifici una pancarta amb el missatge Em Meco torturam aos nossos filhos. Familiares dos presos independentistas gallecs. Els participants foren desallotjats en dues hores per la policia. Un nou tancament es va organitzar el desembre del mateix any, aquest cop a la catedral de Santiago de Compostel·la, on els manifestants passaren la nit i convocaren una concentració a la praza de Praterías l'endemà.
El 1990 es manifestaren davant del Parlament de Galícia en contra del suposat empitjorament de les condicions de vida dels presos, que fou dissolta per la policia amb el resultat de diversos detinguts. A aquesta li seguí una manifestació el març (amb els Comités Ànti-repressivos i el lema Polos direitos humanos nas cadeas) i una altra l'abril, recolzada per Assembleia do Povo Unido, Asociación para Ceivar Presos Galegos, Associaçom 12 de Agosto, Mulheres Nacionalistas Galegas, el col·lectiu Sanitários pola Amnistia e contra a Tortura i el Movimento de Objecçom de Consciência de Ferrol. El juliol de 1990 van treure el primer número d'A Treu, la revista de l'organització.

### Tercera etapa. Escissió
En novembre de 1990 celebraren el seu "primer" congrés (segon en realitat), on reconeixen com a presos defensables només els militants del Movemento de Liberación Nacional Galego, deixant fora els altres cinc que el 12 de novembre d'aquell any abandonaren l'organització armada. Aquest procés provoca l'abandó de les JUGA de part de la seva militància. Aquest cinc últims presos també seran expulsats de la Comuna de presos independentistas de l'organització. La postura de les JUGA és ratificada l'abril de 1991.
En novembre de 1991, poc després del judici contra l'Exército Guerrilheiro do Povo Galego Ceive, la policia detingué vuit persones, algunes d'elles militantes de les JUGA.
De l'11 de juliol al 25 de juliol de 1992 cinc militants de les JUGA es posaren en vaga de fam a l'església parroquial de Conxo (Santiago), reivindicant el reagrupament dels presos i el seu retorn a Galícia. En setembre de 1992 l'organització s'entrevistà amb Domingo Merino, diputat del Parlament de Galícia pel PSG-EG, sol·licitant-li el seu suport al reagrupament a Galícia dels presos independentistes. El Parlament debatrà en comissió una proposició no de llei, impulsada per aquesta formació per a gestionar a Madrid tal objectiu, al·legant qüestions humanitàries. La proposició fou rebutjada amb els vots en contra del Partit Popular, l'abstenció del PSdeG i el suport de PSG-EG i BNG.
El novembre d'aquell mateix any les JUGA assistiren a Madrid al judici contra Manuel Chao do Barro, que va concloure amb la seva expulsió de la sala, la de Samartim Bouça que estava citat com a testimoni, i d'alguns simpatitzants del públic. El 1994, durant el judici per l'atemptat d'Irixoa, membres de les JUGA foren desallotjats de la sala per vitorejar les preses Xosefa Rodrigues i Alexandra de Queirós, també expulsades per desacatament.
En juliol de 1995, les JUGA boicotejaren l'acte de clausura de la Pastoral Penitenciària, a Santiago, on hi participava la secretària d'estat per a Afers Penitenciaris Paz Fernández Felgueroso. Aquesta accedí a entrevistar-se amb dos representants de les JUGA que li reclamen el reagrupament. En aquelles datas se celebrà un concert de suport als presos organitzat per les JUGA, els Comités Ánti-repressivos i ACPG.
L'abril de 1996, dos militants de les JUGA s'encadenaren a l'ambaixada espanyola a Lisboa, i en maig militants de JUGA boicotejaren una conferència de Juan Alberto Belloch a Caldas de Reis, sobre el codi penal, i en juny convocaren una manifestació sota el lema Amnistía!, polo reagrupamento e o traslado á Galiza dos presos e presas independentistas, que aplegà 200 persones.
En gener de 1997 membres de les JUGA s'entrevistaren amb el Defensor del Poble i aquell mateix mes, convocaren a La Corunya una manifestació de suport als tres presos traslladats de la presó de la ciutat. Eln juny convocaren una manifestació amb el lemaPres@s independentistas galeg@s oito anos sequestrad@s i el 20 de desembre de 1998, JUGA i els Comités Ánti-repressivos convocaren dues marxes a les presons de Teixeiro i A Lama, sota el lema En marcha pola liberdade. La marxa es va repertir el 1998, aquest cop amb el lema Ja é hora de saca-l@s fora, a la presó de Teixeiro, on finalment s'aplegaven tots els presos independentistes.
Amb els objectius del reagrupament complits, l'organització realitza altres activitats com unes jornades el 2001 on s'analitzaven les conseqüències laborals del pas per la presó.